# Narosodes reversa
Narosodes reversa är en fjärilsart som beskrevs av Max Wilhelm Karl Draudt 1914. Narosodes reversa ingår i släktet Narosodes och familjen björnspinnare. Inga underarter finns listade i Catalogue of Life.